# Sten Östlund
Sten Östlund, född 14 december 1931 i Enångers församling i Gävleborgs län, död 13 juni 2019 i Torslanda distrikt i Göteborg, var en svensk socialdemokratisk politiker, som mellan 1982 och 1998 var riksdagsledamot för Göteborgs kommuns valkrets.

## Biografi
Östlund föddes i Enånger, växte upp i Njutånger i Hälsingland och kom 1955 till Göteborg och började arbeta som fartygsbyggare på Götaverken. Han fick sitt första fackliga förtroendeuppdrag 1959. 1963 flyttade han till det då nyöppnade Arendalsvarvet för att arbeta i svetsverkstaden. 1967 blev han vice ordförande för verkstadsklubben och blev huvudansvarig för det fackliga arbetet på Arendal fram till 1982 då han blev riksdagsman för socialdemokraterna. Som fackföreningsman fick Östlund en central roll i att ta tillvara sina arbetskamraters intressen vid avvecklingen av varven, som inleddes under 1970-talet.
I riksdagen var han verksam i arbetsmarknadsutskottet och var också politiskt sakkunnig i arbetsmarknadsdepartementet.
Östlund hade ett stort engagemang och intresse för folkbildning och insåg vikten av kunskap som en förutsättning att delta i samhällslivet. Han var under perioden 1978 till 1992 ordförande för ABF (Arbetarnas bildningsförbund) i Göteborg. I spåren av avvecklingen av varven drabbades även ABF av nedskärningar och ekonomiska svårigheter, där Östlund bidrog till att få garantier och former för fortsatt bildningsverksamhet.
År 2014 gav han ut boken "Götaverken - till minne ..." där han skildrar den göteborgska varvsindustrins problem och kriser, och hur varv och rederier i Sverige från att ha tillhört de ledande i världen gick under mellan 1970- och 1990-talen (se även Varvskrisen).